# Nitrate de scandium(III)
Le nitrate de scandium(III) est un composé chimique de formule Sc(NO3)3.

## Solubilité dans l'eau

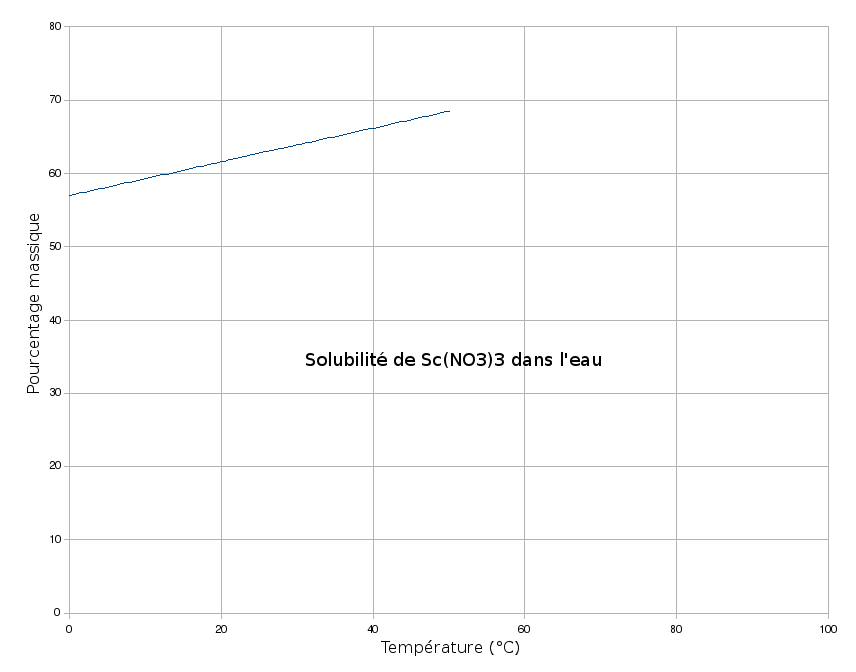
Solubilité dans l'eau